# Ainvelle (Vosges)
Ainvelle ist eine französische Gemeinde mit 136 Einwohnern (Stand: 1. Januar 2022) im Département Vosges in der Region Grand Est. Sie gehört zum Arrondissement Neufchâteau und zum Kanton Darney. Die Bewohner werden Ainvellois und Ainvelloises genannt.

## Geografie

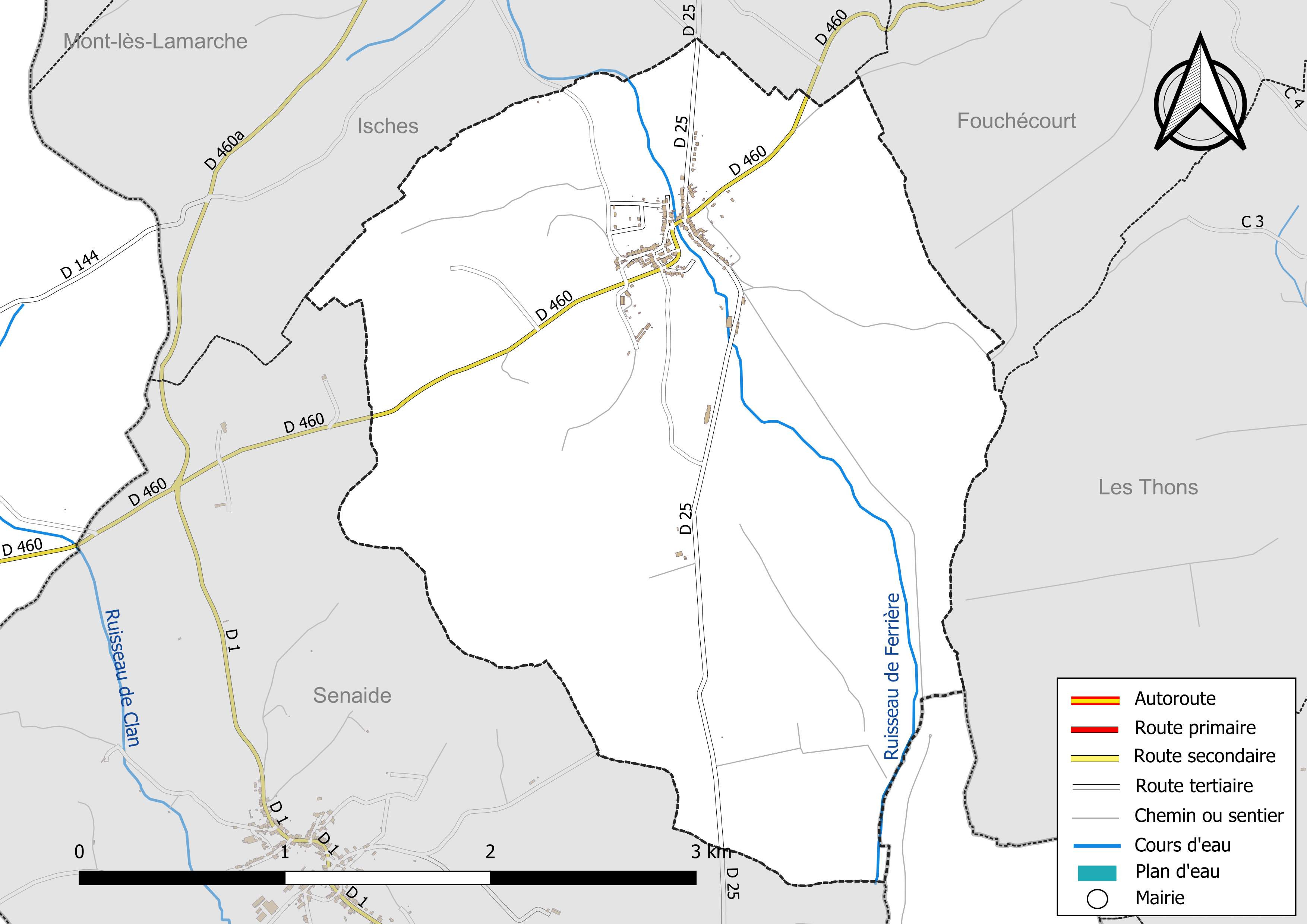
Gewässer und Straßen der Gemeinde

Die Gemeinde liegt etwa 24 Kilometer südwestlich von Vittel im äußersten Südwesten der ehemaligen Region Lothringen. Sie gehört zum Einzugsgebiet der Rhone. Die Fließgewässer im 9,03 km² umfassenden Gemeindegebiet entwässern nach Süden über die Apance zur oberen Saône. Die höchste Erhebung im Gemeindegebiet bildet der Raumont (442 m) in einem Waldgebiet (Le Menu Bois) in den westlichen Monts Faucilles.
Nachbargemeinden von Ainvelle sind Isches im Norden, Fouchécourt im Nordosten, Les Thons im Osten, Fresnes-sur-Apance im Südosten sowie Senaide im Süden und Südwesten.

## Bevölkerungsentwicklung

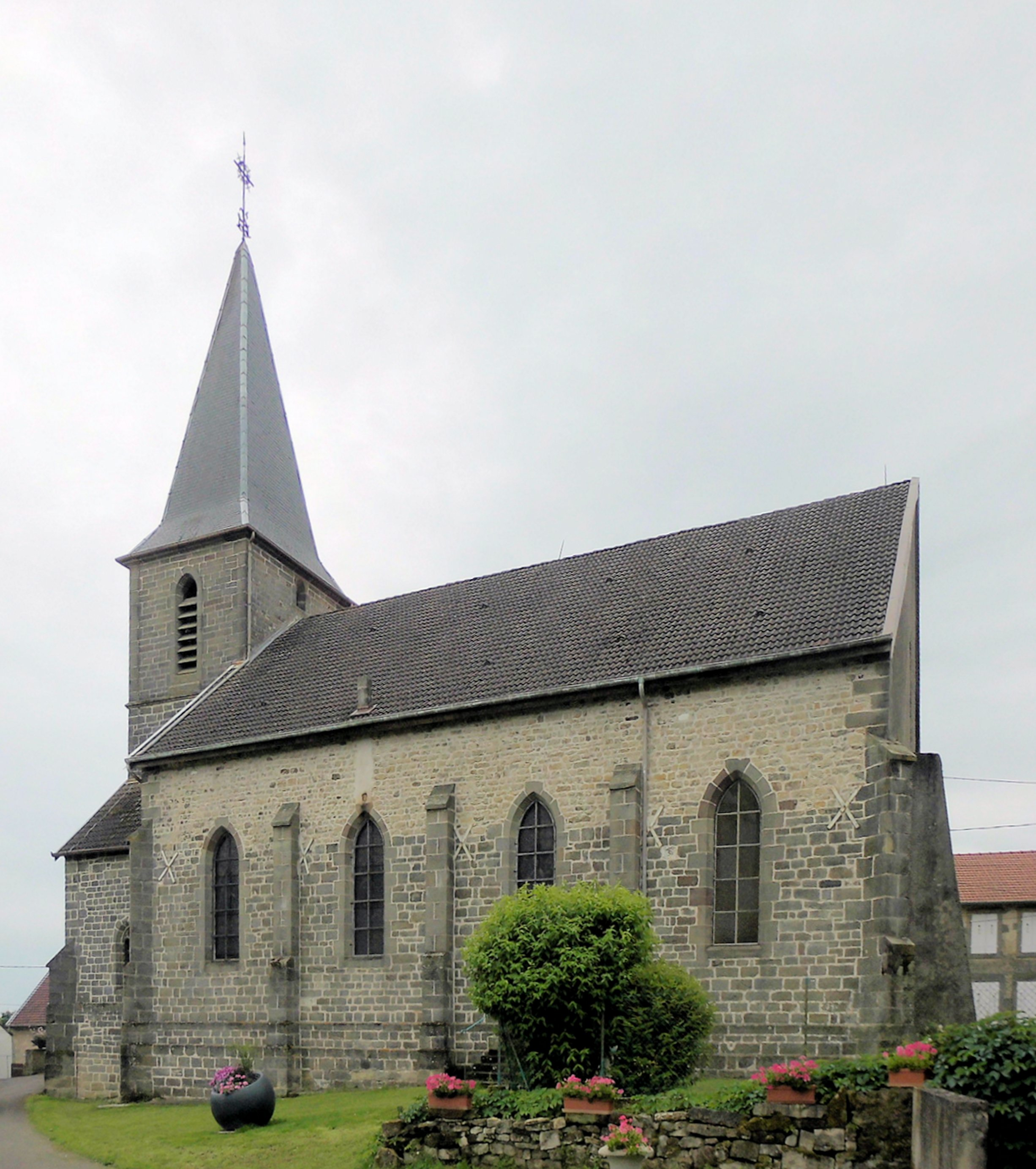
Kirche Saint-Pierre-aux-Liens

| Jahr      | 1962 | 1975 | 1975 | 1982 | 1990 | 1999 | 2007 | 2019 |
| Einwohner | 205  | 179  | 179  | 168  | 154  | 148  | 161  | 133  |

## Sehenswürdigkeiten
- Kirche Saint-Pierre-aux-Liens (St. Peter in Ketten)
- Ehemalige Wassermühle